# Dermateopsis tabacina
Dermateopsis tabacina är en svampart som först beskrevs av Mordecai Cubitt Cooke, och fick sitt nu gällande namn av John Axel Nannfeldt 1932. Dermateopsis tabacina ingår i släktet Dermateopsis, ordningen disksvampar, klassen Leotiomycetes, divisionen sporsäcksvampar och riket svampar.   Inga underarter finns listade i Catalogue of Life.